# Gaya (växtsläkte)
Denna artikel behandlar växtsläktet Gaya. För andra betydelser, se Gaya.
Gaya är ett släkte i familjen malvaväxter.

## Arter
Släktet omfattar 39 arter:
- Gaya albiflora Krapov.
- Gaya atiquipana Krapov.
- Gaya aurea A.St.-Hil.
- Gaya bordasii Krapov.
- Gaya calyptrata (Cav.) Kunth ex K.Schum.
- Gaya cardenasii Krapov.
- Gaya cruziana Krapov.
- Gaya dentata Krapov.
- Gaya domingensis Urb.
- Gaya endacantha Hochr.
- Gaya gaudichaudiana A.St.-Hil.
- Gaya gracilipes K.Schum.
- Gaya grandiflora Baker f.
- Gaya guerkeana K.Schum.
- Gaya hermannioides Kunth
- Gaya ibitipocana Krapov.
- Gaya kelleri Krapov.
- Gaya macrantha Barb.Rodr.
- Gaya matutina Krapov.
- Gaya meridensis Krapov.
- Gaya meridionalis Hassl.
- Gaya minutiflora Rose
- Gaya mollendoensis Krapov.
- Gaya monosperma (K.Schum.) Krapov.
- Gaya mutisiana Krapov.
- Gaya nutans (L'Hér.) Sweet
- Gaya occidentalis (L.) Sweet
- Gaya parviflora (Phil.) Krapov.
- Gaya peruviana Ulbr.
- Gaya pilocarpa Krapov.
- Gaya pilosa K.Schum.
- Gaya purpurea Krapov.
- Gaya rubricaulis Rusby
- Gaya scopulorum Krapov.
- Gaya tarijensis R.E.Fr.
- Gaya triflora Hochr.
- Gaya weberbaueri Ulbr.
- Gaya woodii Krapov.
- Gaya xiquexiquensis C.Takeuchi & G.L.Esteves